# Alfredo Petrone
Alfredo Petrone (ur. 26 listopada 1918) – urugwajski bokser.
Uczestniczył w Letnich Igrzyskach Olimpijskich, w 1936 roku, przegrał w drugiej rundzie w wadze koguciej z Jackie Wilsonem.